# شومان فار (مترو باريس)
شومان فار (بالفرنسية: Chemin Vert)‏ هي محطة مترو تابعة لمترو باريس تقع في فرنسا في الدائرة الثالثة في باريس.[بحاجة لمصدر]